# Metal.de
Metal.de (Eigenschreibweise metal.de) ist ein seit 1996 bestehendes deutschsprachiges Online-Magazin. Die Site hat sich auf die Musikgenres Metal und Hard Rock spezialisiert, berichtet aber auch über andere Musikrichtungen, wie Hardcore Punk, Metalcore, Punk, Crossover oder Progressive Rock. Mit der Gründung 1996 handelt es sich um eines der ersten deutschsprachigen Angebote im Bereich Metal im World Wide Web.
Metal.de ist ein Onlineangebot der Versus Media UG mit Sitz in Kämpfelbach. Herausgeber sind Norman Sickinger, Markus Endres und Marc Furrer. Seit September 2017 sind Jan Wischkowski und Alex Klug inhaltlich verantwortliche Chefredakteure. Stellvertretender Chefredakteur ist seit September 2014 Stephan Möller. Seit 2018 ist Jan Wischkowski verantwortlicher Chefredakteur. Stellvertretender Chefredakteur ist Stefan Arthur Wolfsbrunn.
Mit 544.000 Seitenabrufen im Monat bei 171.000 Besuchern (IVW, Dezember 2017) ist metal.de das reichweitenstärkste Metal-Onlinemagazin im deutschsprachigen Raum.

## Geschichte
Nachdem es bereits ab Mai 1995 ein Vorläuferangebot über das FidoNet, ein Mailboxnetz, gab, ging metal.de am 1. Oktober 1996 unter dem Namen The Dark Site online. Der erste Chefredakteur Truhe programmierte die Site selbst und baute mit Freunden den Inhalt auf. Bereits ab 1997 fügte das Team den CD-Reviews kleine Audio-Clips im Real-Audio-Format bei. 1998 folgte das erste größere Update sowie eine eigene kleine Suchmaschine, die erste deutsche Metal-Mailingliste und ein Newsletter. Seit 1999 gab es Kooperationen mit Werbepartnern und Eventveranstaltern, zudem ein weiteres Update. In diesem Jahr erfolgte auch die Umbenennung in metal.de. 2004 wurde ein neues Forum aktiviert und zudem das Layout und das Logo überarbeitet.
Im März 2011 änderte sich ein weiteres Mal die Technik und das Design der Site. Eingeführt wurden einzelne Genreportale, die eine Filterung der Inhalte nach den einzelnen Metal-Genres erlauben. Ebenso wurde in diesem Zuge das Logo komplett überarbeitet. Die neue Version fertigte der rumänische Künstler Costin Chioreanu an. Nachdem Eckart Maronde im Oktober 2013 den Chefredakteursposten übernommen hatte, wurden die Inhalte des Magazins weiter diversifiziert. Seitdem sind ein regelmäßig erscheinender Rückblick auf den vorangegangenen Monat (Monatsrückblick), Diskografie-Überblicke einzelner Bands (Diskografie-Check) und Artikel im Listenformat (Die 10 …) feste inhaltliche Bestandteile des Magazins.
Im Mai 2016 wurde die Site abermals überarbeitet: Neu hinzugekommen ist eine für mobile Endgeräte optimierte Version. Zudem wurde das Logo moderat überarbeitet. Das Forum wiederum wurde in diesem Zuge abgeschaltet.
Neben dem Onlineangebot ist metal.de mit einem eigenen Stand auf Festivals vertreten. So organisiert die metal.de-Redaktion seit Mitte der 2000er-Jahre auf dem Summer Breeze Open Air neben dem Metal Hammer die Durchführung der Autogrammstunden. Auf dem Rockharz Open Air in Ballenstedt im Ostharz ist metal.de 2011 der einzige Ausrichter der Autogrammstunden. Temporär (2012 und 2013) war hingegen das Engagement auf dem Ragnarök-Festival in Lichtenfels.
Auf Spotify unterhält Metal.de eine eigene Podcast-Reihe. Zudem wurden im Jahr 2021 zum 25-jährigen Jubiläum des Magazins als eine der Jubiläumsaktionen Playlists von Redakteuren zusammengestellt, die in einem gemeinsamen „Best-Of“ münden.

## Redaktion

### Chefredakteure
- 1996–2000 Truhe
- 2000–2002 Asmondeus
- 2002–2005 Azazel
- 2005–2010 Alboîn
- 2010–2011 Bastian Vogtländer
- 2011–2012 Thomas Weeber
- 2012–2013 Katharina Beck
- 2013–2017 Eckart Maronde
- 2017–2018 Jan Wischkowski und Alex Klug
- seit 2018 Jan Wischkowski

### Mitarbeiter
Derzeit bilden etwa 35 feste Schreiber, Fotografen und Webadministratoren den Mitarbeiterstamm, die von ihren Wohnorten in Deutschland, Österreich und Schweden aus arbeiten.

## Inhalt
Neben aktuellen Nachrichten aus dem Metal-Bereich finden sich auf der Site Portale für die einzelnen Metal-Subgenres, CD- und DVD-Rezensionen, Kurzreviews (Kurz notiert), Konzertberichte und Bildergalerien, Interviews, ein Eventguide, Auftrittsorte und Gewinnspiele. Specials teilen sich auf mehrere Formate auf: Dazu gehören neben Diskografiechecks auch Rückblicke auf Albumhöhepunkte von vor 20 Jahren (Turn Back Time To …), Kurzfragebögen einzelner Redakteure (Individual Thought Patterns), Artikel im Listenformat (Die 10 …), satirische Artikel (Die Redaktion, welche vom fiktiven Arbeitsalltag der metal.de-Redaktion handeln) sowie ein Rückblick auf die Höhepunkte und Tiefpunkte des vergangenen Monats, der zudem ein Editorial enthält (Monatsrückblick).